# Вернакуларна архитектура Карпата
Вернакуларна архитектура (позната и као народна архитектура) су зграде изграђене изван академске архитектурне традиције и без професионалног вођства. То није одређени архитектонски покрет или стил, већ широка категорија, која обухвата широк спектар и разноврсне типове зграда, са различитим методама градње, из цијелог свијета, како историјских тако и излишних и класичних и модерних. Вернакуларна архитектура се односи на непроглашену, народну архитектуру, укључиујући и сељаке. На Карпатским планинама и околним подножјима, дрво и глина су примарни традиционални грађевински материјали. Вернакуларна архитектура чини 95 одсто изграђене свјетске средине, како је 1995. године процијенио Амос Рапопорт, мјерено малим процентом нових зграда сваке године које пројектују архитекте и граде инжењери.
Карпати (чешки, словачки и пољски: Karpaty, украјински: Карпати, румунски: Carpaţii) су планине у средњој Европи. Пружају се на дужини од 1.500 km (ширина преко 300 km), као велики лук од Братиславе преко територије Чешке (3%), Словачке (21%), Пољске (10%), Украјине (10%), Мађарскe и Румуније (50%) до источне Србије (5%).
Народна архитектура Карпата ослања се на еколошке и културне изворе за стварање јединствених пројеката.

## Ефекат културе и религије
Црква брвнара је сакрални објекат који је грађен од дрвета, обично скромних размера и представљају дијела народног градитељства, која имају веома занимљив умјетнички и архитектонски облик. Цркве брвнаре у прошлости грађене су у великом броју у данашњој Русији, Украјини, Словачкој, Пољској, Мађарској, Румунији, као и у скандинавским земљама, у Норвешкој, Шведској и Финској. Грађене су такође у огромном броју у Новом свијету, посебно у Сјеверној Америци и Аустралији.

### Источно хришћанство
С обзиром да су већина украјинских, русинских и румунских људи источни хришћани, њихове грађевинске технике традиционално су уградиле вјерска размишљања у своје зграде које се разликују од њихових западнохришћанских и јеврејских сусједа.
Прво, све цркве имају које су грађене на украјинском дијелу Карпата имају исту структуру и то три дијела (нартекс, брод и уточиште) и укључују икоњастазу (зид икона). Облик цркве је често круцијални облик (укрштеног облика) за препознавање народног стила градитељства и у овом случају ће увијек укључивати централну куполу и често неколико других купола. Парохијани се суочавају са истоком током богослужења и нема клупа.
Главна врата и прозори кућног лица јужно (као у пасивном соларном дизајну), и иконе и друге религиозне параферналије приказани су у посебном углу икона, обично на источном зиду.

### Јудаизам
Источно -централноевропске синагоге на украјинском дијелу Карпата су посебно запажене су по свом јединственом свеколиком дрвеном дизајну..

## Материјали и грађевинске технике
Детаљи народног градитељства се разликују од области до области, али већина кућа у том подручју традиционално је имала једноспратни, правоугаони план; једна или дијве собе; централни димњак; забат, четвороводни или четвороводни кров; и омалтерисани и окречени зидови.
Коришћени су материјали који су се могли наћи на лицу мјеста, укључујући дрво (обично храст), глину, сламу, пољски камен, креч и животињску балегу. Кровови у густо пошумљеним и брдовитим пределима обично су покривени дрвеном шиндром или цријепом, док се у равнијим и отворенијим пределима традиционално користи ражана слама.
Крајем 19. вијека преовлађују двије врсте градње - хоризонтална брвна и рам-испуна. Зидови од балвана били су уобичајени у областима гдје је дрво било доступно. На мјестима са веома лошим дрветом или са екстремним недостатком дрвета, могу се користити и стубови и прозорске клупице или лајсне.
За хоризонталну конструкцију трупаца, трупци морају бити урезани како би се држали заједно. Једноставан зарез на седлу је најједноставнији и стога уобичајен. Ластини реп користе људи са великим искуством у раду са дрветом.
Многи људи у овој области малтеришу своје дрвене куће изнутра и споља да би их заштитили од влаге, побољшали изолацију, сакрили структурне недостатке и за општу естетску привлачност. Традиционални малтер се прави од глине, воде, стајњака, сламе или пљеве. Може се додати неколико слојева материјала да би се створила глатка површина, а затим прекрити кречом и водом да би се добила лијепа бијела боја и заштитила глина од кише.
Сламнати кровови су традиционални, али њихова популарност опада више од једног вијека јер могу представљати опасност од пожара. Прљави подови су уобичајени и очвршћавају се прањем мјешавином балеге, иако се преферирају дрвени подови.
Обично је дугачки зид куће између 7,9 м (26 стопа) и 9,1 м (30 стопа), а бочни зидови између 3,7 м (12 стопа) и 5,2 м (17 стопа). Традиционална пећница од глине доминира средиштем имања.

## Значај и заштита
Вернакуларна архитектура Карпата, посебно у Украјини и Пољској су препознати и заштићени и као свјетско културно наслијеђе од 21. јуна 2013. године. Владе Пољске и Украјине поднјеле су . године иницијативу за увршћење барем 16 цркава у Унесков списак.
Дрвене цркве пољских и украјинских Карпата је скупни назив за 16 православних и грчко-католичких цркава које су уписане на УНЕСКО-ов попис мјеста свјетске баштине у Европи, а од којих се 8 налази у пољским војводствима: Малопољском и Поткарпатском војводству, те 8 у украјинским покрајинама: Лавовској и Ивано-Франковској области.